# باتريك أندرسون (سياسي)
باتريك أندرسون (بالإنجليزية: Patrick Anderson)‏ هو سياسي أمريكي، ولد في 9 مايو 1967 في إنيد في الولايات المتحدة. حزبياً، نشط في الحزب الجمهوري. وقد انتخب عضو مجلس ولاية أوكلاهوما.